# كولبين ثورذارسون
كولبين ثورذارسون هو لاعب كرة قدم آيسلندي في مركز الوسط، ولد في 12 مارس 2000. شارك مع منتخب آيسلندا تحت 21 سنة لكرة القدم. أما مع النوادي، فقد لعب مع نادي بريدابليك.

## وصلات خارجية
- كولبين ثورذارسون على موقع الاتحاد الأوربي (الإنجليزية)
- كولبين ثورذارسون على موقع قاعدة بيانات كرة القدم.إي يو (الإنجليزية)
- كولبين ثورذارسون على موقع ناشيونال فوتبول تيمز (الإنجليزية)